# Казаков, Михаил Ильич
Михаи́л Ильи́ч Казако́в (26 сентября [9 октября] 1901, деревня Великуша, Вологодская губерния — 25 декабря 1979, Москва) — советский военачальник, генерал армии (1955), Герой Советского Союза (1978).

## Биография
Родился в многодетной семье крестьянина, бывшего матроса Балтийского флота. Русский. Окончил церковно-приходскую школу и двухклассную сельскую школу. После Октябрьской революции 1917 года активно участвовал в установлении советской власти в Вологодской губернии. Был членом ревкома и бойцом продотряда, затем работал сельским учителем. Член РКП(б) с августа 1919 года.

### Гражданская война
В июле 1920 года призван в Красную армию. Служил в 3-м запасном полку, политбоец (красноармеец, ответственный за ведение агитационной работы в своём подразделении, а также помощник комиссара полка). В сентябре — ноябре 1920 года сражался на Южном фронте Гражданской войны в составе 46-й стрелковой дивизии: писарь комиссара 136-й стрелковой бригады, красноармеец 407-го стрелкового полка. Воевал против войск генерала П. Н. Врангеля в Северной Таврии и в Крыму. Затем принимал участие в боях против войск атамана Н. И. Махно.

### Межвоенный период
После Гражданской войны находился на политработе в 46-й стрелковой дивизии и в 3-й Крымской стрелковой дивизии: с июля 1921 года политрук роты, с января 1922 помощник военкома 21-го стрелкового полка, с марта 1922 военком 19-го стрелкового полка, затем парторганизатор 7-го стрелкового полка. Летом 1924 года переведён во 2-ю кавалерийскую дивизию Червоного казачества, в которой служил комиссаром 8-го кавалерийского полка, инструктором-информатором политотдела дивизии, с декабря 1924 года — помощник командира полка по хозяйственной части.
В 1927 году окончил Кавалерийские курсы усовершенствования комсостава в Новочеркасске. Сразу после их окончания направлен в академию. В 1931 году окончил Военную академию РККА имени М. В. Фрунзе, назначен начальником оперативного отдела штаба 2-го кавалерийского корпуса имени Совнаркома УССР в Житомире, с марта 1936 года — командир-комиссар 29-го кавалерийского полка 5-й кавалерийской дивизии в том же корпусе.
Октябрь 1936 — июль 1937 — слушатель первого набора Академии Генерального штаба РККА. Учился на знаменитом «маршальском курсе» (из выпуска 1937 года четверо стали в будущем Маршалами Советского Союза, 6 — генералами армии, 8 — генерал-полковниками, 1 — адмиралом), почти все остальные выпускники стали генералами). В 1937 году досрочно выпущен из этой академии.
В июне 1937 года назначен заместителем начальника штаба Среднеазиатского военного округа. С апреля 1938 года — начальник штаба Среднеазиатского военного округа.

### Великая Отечественная война
В начале Великой Отечественной войны отвечал за направление на фронт наиболее боеготовых частей округа и за формирование новых соединений. В августе 1941 года назначен начальником штаба сформированной на базе войск округа 53-й Отдельной армии, которая в августе — сентябре 1941 года была введена в Иран и совместно с частями Закавказского военного округа установила контроль над северными районами Ирана для предотвращения его участия в войне на стороне Германии.
В январе 1942 года направлен на фронт и назначен начальником штаба Брянского фронта, который проводил в целом неудавшуюся Болховскую наступательную операцию, а затем потерпел поражение в ходе наступления вермахта на Воронеж на начальном этапе операции «Блау» в июне 1942 года. С июля 1942 года — начальник штаба нового Воронежского фронта, на котором участвовал в боях на подступах к Сталинграду в июле 1942 года. В январе — феврале 1943 года хорошо проявил себя в Острогожско-Россошанской и в Воронежско-Касторненской наступательных операциях.
В феврале 1943 года генерал М. И. Казаков был назначен командующим войсками 69-й армии Воронежского фронта, которая в ходе Харьковской наступательной операции совместно с другими армиями фронта освободила Харьков. Но почти сразу после этого из-за переоценки своих возможностей и неудовлетворительной разведки войск противника Воронежский фронт потерпел тяжёлое поражение и его войска в марте 1943 года вынуждены были оставить Харьков. Части 69-й армии были отброшены на 150 километров (см. Третья битва за Харьков).
После этого Казаков был отстранён от самостоятельной командной работы и в марте 1943 года назначен помощником командующего Резервным фронтом (2-го формирования), с июня 1943 года — на той же должности на Степном фронте, в составе которого участвовал в Курской битве. С июля 1943 года — заместитель командующего войсками Брянского фронта (после его переименования в октябре 1943 — 2-го Прибалтийского фронта). Хорошо проявил себя в Орловской и Брянской наступательных операциях.
С января 1944 года до конца войны — командующий 10-й гвардейской армией на 2-м Прибалтийском и Ленинградском фронтах. Во главе этой армии проявил себя успешным командующим, действуя в сложных природных условиях Прибалтики (леса, болота, обилие водных преград). Армия добилась значительных успехов в Режицко-Двинской, Мадонской, Рижской наступательных операциях 1944 года. С октября 1944 до мая 1945 года части армии вместе с другими войсками фронта блокировали Курляндскую группировку и предпринимали несколько попыток уничтожить её, которые из-за недостатка сил не увенчались успехом. Войска противника удалось потеснить только на несколько десятков километров, но они продолжали обороняться до общей капитуляции Германии и сдались в плен только 9 мая 1945 года.

### Послевоенное время
В первый послевоенный год продолжал командовать армией. С февраля 1946 года — заместитель командующего войсками Закавказского военного округа. С февраля 1947 года — начальник штаба Закавказского военного округа. С 1949 года — помощник командующего войсками Южно-Уральского военного округа. С ноября 1950 по июнь 1952 года — начальник штаба Одесского военного округа. С мая 1953 по январь 1956 года — командующий войсками Уральского военного округа.
В 1956 году — заместитель Главнокомандующего сухопутными войсками по боевой подготовке. В ноябре того же 1956 года был назначен первым командующим Южной группой войск, срочно развёрнутой на территории Венгрии после подавления Венгерского восстания 1956 года. С октября 1960 года — командующий войсками Ленинградского военного округа.
С октября 1965 года — начальник Штаба Объединённых вооружённых сил стран Варшавского договора. С 1968 года до конца жизни — военный инспектор-советник Группы Генеральных инспекторов Министерства обороны СССР.
Депутат Верховного Совета СССР 2-го (1946—1950), 4-7 созывов (с 1954). Кандидат в члены ЦК КПСС в 1961—1971 годах. В разные годы был членом ЦК Компартии Эстонии и Компартии Узбекистана, членом бюро Ленинградского и Ташкентского горкомов КПСС. Автор нескольких книг мемуаров. Главный военный консультант фильма Сергея Бондарчука «Они сражались за Родину».
Жил в Москве. Женат, сын с 1941 года воевал лейтенантом в пехоте на фронтах Великой Отечественной войны, младший брат также воевал и погиб в бою в 1942 году. Похоронен на Новодевичьем кладбище.

## Воинские звания
- Майор (13.12.1935).
- Полковник (13.07.1937)[7].
- Комбриг (15.07.1938).
- Генерал-майор (4.06.1940).
- Генерал-лейтенант (19.01.1943).
- Генерал-полковник (13.09.1944).
- Генерал армии (8.08.1955).

## Награды
- Герой Советского Союза (указ от 21.02.1978, «за умелое руководство войсками, личное мужество и отвагу, проявленные в борьбе с немецко-фашистскими захватчиками в годы Великой Отечественной войны», медаль «Золотая Звезда» № 11293).
- 3 ордена Ленина (6.11.1945, 11.10.1961, 21.02.1978).
- Орден Октябрьской Революции (8.10.1971).
- 4 ордена Красного Знамени (4.02.1943, 3.11.1944, 28.10.1950, 22.02.1968).
- Орден Суворова 1-й степени (30.07.1944).
- Орден Кутузова 1-й степени (18.09.1943).
- Орден Суворова 2-й степени (29.06.1945).
- 2 ордена Красной Звезды (22.01.1942, 28.10.1968).
- Орден «За службу Родине в Вооружённых Силах СССР» 3-й степени (30.04.1975).
- Медали СССР[8].

Иностранные ордена и медали
- Орден Народной Республики Болгария II степени (Болгария).
- Орден «Крест Грюнвальда» 3-й степени (Польша).
- Орден Красного Знамени (Венгрия, 1970).
- Орден «Полярная Звезда» (Монголия, 06.07.1971).
- Медаль «За укрепление дружбы по оружию» в золоте (ЧССР).
- Золотая медаль «Заслуженным на поле Славы» (Польша).
- Медаль «За Одру, Нису и Балтику» (Польша).
- Медаль «Братство по оружию» (Польша).
- Медаль «Китайско-советская дружба» (КНР).
- Медаль «30 лет Халхин-Гольской Победы» (Монголия, 1969).
- Медаль «50 лет Монгольской Народной Армии» (Монголия, 15.03.1971)
- Медаль «50 лет Монгольской Народной Революции» (Монголия, 16.12.1971).

## Мемуары и сочинения
- Kazakov M. I. Dramaturgia săgeţilor roşii şi albastre. — Bucureşti: Ed. militară, 1968. (на рум. яз.)
- Казаков М. И. Отшумели сражения. — София: Дъержавно военное издательство, 1969. (на болг. яз.)
- Казаков М. И. Над картой былых сражений. — М.: Воениздат, 1971[9].
- Казаков М. И. Любые фланги. — Рига, 1977.
- Казаков М. И. А мы с тобой, брат, из пехоты. — Рига, 1979.
- Казаков М. И. На воронежском направлении летом 1942 года // Военно-исторический журнал. — 1964. — № 10. — С. 27—44.
- Казаков М. И. Использование резервов русской армии в первой мировой войне // Военно-исторический журнал. — 1971. — № 12. — С. 20—31.
- Казаков М. И. Использование резервов в русско-японской войне 1904—1905 гг. // Военно-исторический журнал. — 1971. — № 4. — С. 44—31.
- Казаков М. И. Использование стратегических резервов // Военно-исторический журнал. — 1972. — № 5. — С. 28—35.
- Казаков М. И. О людских резервах Красной Армии в годы гражданской войны // Военно-исторический журнал. — 1973. — № 9. — С. 54—60.
- Казаков М. И. Маршал Советского Союза М. В. Захаров // Военно-исторический журнал. — 1978. — № 8. — С. 86—89.

## Память

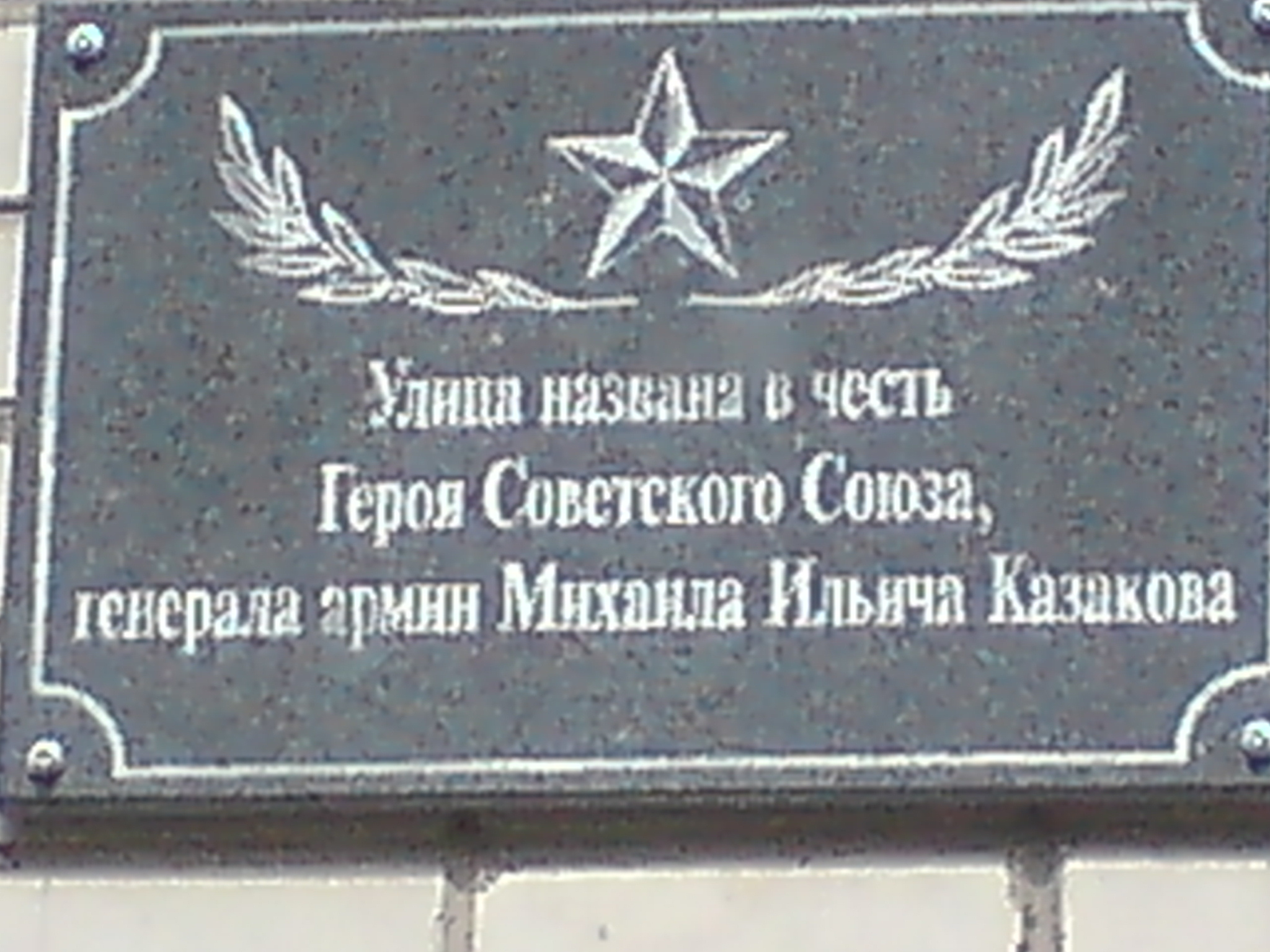
Памятная доска, установленная в г. Вологда на торце дома в конце ул. Казакова.

- Бюст М. И. Казакова установлен в селе Кичменгский Городок Кичменгско-Городецкого района Вологодской области.
- Мемориальная доска в память о М. И. Казакове установлена на доме № 11 Большого Ржевского переулка Москвы.
- Имя М. И. Казакова присвоено улице в городе Вологде.
- C 1980 по 1991 год имя М. И. Казакова носила улица в Риге.